# Saxnäbbar
Saxnäbbar är en grupp med fåglar som tidigare behandlats som familjen Rynchopidae men som idag vanligen kategoriseras som underfamiljen Rynchopinae inom familjen måsfåglar (Laridae) i ordningen vadarfåglar. Gruppen omfattar bara de tre arterna släktet Rynchops.

## Utseende och anatomi
Saxnäbbarna är sjöfåglar som påminner om tärnor till utseendet, men näbbens undre halva är längre än den övre. Vid födosök flyger saxnäbbar strax ovanför vattenytan med undre näbbhalvan nedstickande i vattnet för att på så sätt få tag i fisk som befinner sig nära ytan.
Saxnäbbarna är unika bland fåglarna för sina pupiller som drar ihop sig till en smal vertikal skåra vid starkt ljus, likt de hos katter.

## Arter
- Afrikansk saxnäbb (Rynchops flavirostris)
- Indisk saxnäbb (Rynchops albicollis)
- Amerikansk saxnäbb (Rynchops niger)